# 科罗托亚克农村居民点
科罗托亚克农村居民点（俄语：Коротоякское сельское поселение）是俄罗斯联邦沃罗涅日州奥斯特罗戈日斯克区所属的一个农村居民点。其下辖有6个居民点，行政中心为科罗托亚克。据2016年统计，该农村居民点的人口为3777人。